# Choriste

## Musique classique et traditionnelle
Dans la musique occidentale, un choriste est un musicien qui, dans un chœur ou une chorale, participe à l'interprétation d'une partie musicale au sein d'un pupitre — contrairement au chanteur soliste, qui, comme son nom l'indique, réalise seul sa partie.
Selon le pupitre auquel il appartient, le choriste sera associé à l'un des emplois vocaux traditionnels : soprano,  mezzo-soprano, alto, ténor, baryton ou basse.
Les connaissances musicales de base — principalement le solfège et la technique vocale — sont très appréciées dans une chorale, mais ne sont pas indispensables dans le chant choral non professionnel. C'est ainsi que, contrairement à ce qui se passe dans le domaine de la musique instrumentale où les connaissances techniques sont difficilement contournables, toute personne chantant juste peut facilement s'intégrer dans une chorale. Devenir choriste est donc un moyen, pour les amateurs n'ayant pas fait d'études musicales, de participer à la réalisation d'œuvres, dont certaines peuvent être de grande envergure.

## Musique populaire
Dans la musique populaire — jazz, rock, musique de variétés — le terme choriste désigne un chanteur qui accompagne le chanteur principal, que ce soit sur un album studio ou en concert. Le mot choriste doit dans ce cas s'interpréter comme la traduction de l'anglais backup (ou backing) vocalist.